# Stony Point (condado de Rockland)
Pearl River es un lugar designado por el censo (o aldea) se encuentra ubicado en el condado de Rockland en el estado estadounidense de Nueva York. En el año 2000 tenía una población de 11,744 habitantes y una densidad poblacional de 824.2 personas por km². Pearl River se encuentra ubicada dentro del pueblo de Stony Point.

## Geografía
Pearl River se encuentra ubicada en las coordenadas 41°13′35″N 73°59′35″O / 41.22639, -73.99306. Según la Oficina del Censo, la ciudad tiene un área total de 17,5 km² (6,8 mi²), de la cual 14,2 km² (5,5 mi²) es tierra y 3,3 km² (1,3 mi²) (18.64%) es agua.

## Demografía
Según la Oficina del Censo en 2000 los ingresos medios por hogar en la localidad eran de $71,017, y los ingresos medios por familia eran $82,124. Los hombres tenían unos ingresos medios de $55,014 frente a los $35,974 para las mujeres. La renta per cápita para la localidad era de $27,975. Alrededor del 3.6% de la población estaban por debajo del umbral de pobreza.